# 27764 фон Флюе
27764 фон Флюе (27764 von Flüe) — астероїд головного поясу, відкритий 10 вересня 1991 року.
Тіссеранів параметр щодо Юпітера — 3,277.
Названо на честь Ніклауса фон Флюе (нім. Niklaus von Flüe; 1417—1487) — швейцарського відлюдника, аскета і містика, святого патрона-покровителя Швейцарії.